# Plonévez-Porzay
Plonévez-Porzay är en kommun i departementet Finistère i regionen Bretagne i västra Frankrike. Kommunen ligger i kantonen Châteaulin som tillhör arrondissementet Châteaulin. År 2022 hade Plonévez-Porzay 1 783 invånare.

## Befolkningsutveckling
Antalet invånare i kommunen Plonévez-Porzay
Referens:INSEE